# Eduardo Accastello
Eduardo Luis Accastello (Embalse, 9 de marzo de 1962) es un dirigente político argentino, oriundo de la localidad de Embalse y perteneciente al Partido Justicialista. Desde diciembre de 2023 se desempeña como intendente municipal de la ciudad de Villa María.

## Biografía
En su juventud, Accastello se radicó en Villa María, dónde dio inicio a su militancia política en el  Partido Justicialista (PJ), más precisamente en la Juventud Universitaria Peronista (JUP), y fue representante estudiantil en el Consejo Superior de la Universidad Nacional de Río Cuarto. En 1986, junto a otros estudiantes de la JUP, fundó en la Universidad el Ateneo Arturo Jauretche (en homenaje al célebre pensador, escritor y político argentino) y fue ocupando progresivamente diferentes cargos en la estructura partidaria del PJ..se recibió en la Universidad Nacional de Villa María,dónde  obtuvo un título de maestría en economia trabajo final de maestría estuvo relacionado con el ahorro de los gobiernos locales ("ALPIS-Ahorro Local para la Inversión
Social") que obtuvo nota sobresaliente. 
En 1991, a la edad de 29 años, fue elegido concejal en la ciudad de Villa María, banca legislativa que ocupó hasta 1999. Durante su mandato, promovió la creación de la Universidad Nacional de Villa María (fundación que tuvo lugar en el año 1995) y presidió la Mesa Provincial de Concejales y Tribunos de Cuentas.
Cómo diputado provincial promovió la aprobación de la Ley de Salud Reproductiva en 1997 que garantizaba el acceso a métodos anticonceptivos gratuitos a la población y capacitaciones en escuelas secundarias.

### Primer mandato como intendente de Villa María (1999-2003)
Al finalizar su segundo mandato legislativo, en 1999, Eduardo Accastello fue elegido intendente de Villa María, ocupando el cargo hasta 2003. De acuerdo con la Municipalidad de Villa María, durante el mandato de Accastello su gobierno saneó y equilibró las finanzas del municipio en su relación con la asociación de municipios que preside Accastello y que conoce como ENINDER.
Además, proyectó y concretó un intenso programa de obras públicas, avanzó en procesos de integración regional a partir de la creación del mencionado ENINDER e instrumentó planes preventivos en materia de salud pública, aunque no existen estadística públicas acerca de lo mismo. Por este hecho, Accastello fue distinguido por el Senado de la Nación.

## Causas y denuncias
El capítulo de las investigaciones sobre supuestos delitos cometidos en el ámbito público y privado por parte de Eduardo Luis Accastello es muy extenso. En lo que tiene que ver con las causas iniciadas en los Tribunales de Villa María, la mayoría son impulsadas por la Asamblea contra la Corrupción y la Impunidad.

1- Enriquecimiento ilícito
La megacausa en la cual se investigan supuestas irregularidades de la financiera Cordubensis (CBI) en febrero de 2016, tras la intervención del cofre por parte del fiscal federal Enrique Senestrari, se determinó que el depósito era compartido por Accastelo y Boldú.
Con el recibo 1970, la Caja 49F de Cordubensis (CBI) tiene como titular a Boldú y como autorizado, con firma registrada, a Accastello.
2- Malversación de fondos
Hay una segunda denuncia promovida por la misma entidad que también está en manos del fiscal Bosio, basada en una línea de investigación que iniciaron los Tribunos de Cuenta con mandato cumplido, en la que se determinó que había fondos que llegaban del gobierno nacional, que eran depositados en los bancos Nación, Córdoba, Hipotecario y quizás otras entidades financieras. 
Se formuló la denuncia y como consecuencia de ello el fiscal Bosio ordenó el allanamiento de la Municipalidad de Villa María. 
3- Contaminación y estafa
Existe una tercera denuncia penal que fuera promovida hace alrededor de dos años, por dudosos manejos en la Cooperativa 15 de Mayo, que tiene a su cargo el manejo de los servicios de agua, cloacas y mantenimiento de la planta depuradora de efluentes cloacales de la ciudad de Villa María.
La investigación se abrió por el supuesto delito de “contaminación”, a lo cual se sumó otra denuncia por “estafa”, ya que la Cooperativa cobra un cargo sobre la tarifa del servicio para el mantenimiento de la planta depuradora. 
La referencia apunta al conflicto de competencia que se generó entre los fueros Federal y Provincial sobre quién debía investigar el origen de los fondos que aparecieron en una caja se seguridad perteneciente a Fernando Boldú y a la que tenían acceso Accastello y su pareja, Verónica Navarro Alegre.
4- Sobreprecios en la obra pública
En la presentación ante el fiscal se sostiene que el Eninder “adjudicó obras bajo las modalidades de contratación directa y concurso de precios sin publicidad, precio promedio de mercado vigente al momento de la contratación”.
En el 2019 archivaron dos de las seis causas en las que se investiga a Accastello por “inexistencia de delito”. 

### Funcionario provincial
Después de haberse desempeñado en distintas funciones de la administración pública entre 2003 y 2005 ―tales como ministro del gobierno de De la Sota, primer ministro de Gobierno de la Provincia de Córdoba y luego ministro de Gobierno, Coordinación y Políticas Regionales; también coordinador del Comité Ejecutivo de la Región Centro del País (Córdoba, Santa Fe y Entre Ríos) ―, fue elegido primer diputado en las elecciones legislativas de 2005 por la lista de Unión por Córdoba, una alianza integrada, entre otros por el Partido Justicialista y la UCD. 
El 9 de diciembre de 2005 asumió  como diputado de la Nación, lugar en donde alcanzó la Presidencia de la Comisión de Asuntos Municipales y presentó más de 50 proyectos vinculados al desarrollo integral de las personas, además de otros relacionados con: exenciones impositivas para la promoción de la cultura nacional, el desarrollo de alternativas de apoyo a las economías regionales y la eliminación de retenciones al trigo y maíz para favorecer la rotación de cultivos y fortalecer la preservación del suelo, políticas para el cuidado del medio ambiente y un modelo asociativo de carácter regional para el desarrollo de las comunidades del interior.

### Segundo y tercer mandato como intendente de Villa María (2007-2015)
En 2007 fue elegido intendente de Villa María por segunda vez y luego reelecto en 2011 con más del 54% de los votos válidos.
Sus intendencias se destacaron por grandes estrategias de planeamiento urbano, fuerte inversión de obras públicas y por llevar adelante el proceso más grande de modernización y transformación de la ciudad.  Siendo intendente de la ciudad, obtuvo un título de maestría en la cual continuó desarrollando tareas de investigación relacionadas con integración regional y gestión de gobiernos locales. Su trabajo final de maestría estuvo relacionado con el ahorro de los gobiernos locales ("ALPIS-Ahorro Local para la Inversión Social"). 
En su segundo y tercer mandatos, Eduardo Accastello impulsó, entre otras las siguientes acciones:
- Descentralización del gobierno municipal llevando la gestión más cerca de los vecinos; creó los denominados MUNICERCA,[10][11]
- Participación del sector privado en la creación del Ente Parque Industrial y Tecnológico, a fin de favorecer la radicación de nuevas industrias, generando mayor empleo.
- Modernización del Estado municipal: manifestando que se hacía con el propósito de agilizar, transparentar y darle eficiencia a la gestión del gobierno hacia el ciudadano, las empresas, otros niveles de gobierno y los propios empleados.[10][12]
- Consolidación del Polo Productivo Industrial y Tecnológico local, generando mayor valor agregado a la producción local[10]
- Descentralización territorial, actuación en temas relacionados con violencia de género, derechos de las minorías y derechos humanos.[13][14]

Durante el tercer mandato se inauguraron las instalaciones del nuevo estudio de televisión que se encuentra en el Pabellón CePIA de la Facultad de Artes de la Universidad Nacional de Córdoba. y de laboratorios de la Universidad Nacional de Villa María. y un nuevo módulo de residencias estudiantiles en el campus de la UNVM con capacidad para 104 habitantes.
El 9 de diciembre de 2005 asumió  como Diputado de la Nación, lugar en donde alcanzó la Presidencia de la Comisión de Asuntos Municipales y presentó más de 50 proyectos vinculados al desarrollo integral de las personas, además de otros relacionados a: exenciones impositivas para la promoción de la cultura nacional, el desarrollo de alternativas de apoyo a las economías regionales y la eliminación de retenciones al trigo y maíz para favorecer la rotación de cultivos y fortalecer la preservación del suelo, políticas para el cuidado del medio ambiente y un modelo asociativo de carácter regional para el desarrollo de las comunidades del interior. Estas cifras fueron reconocidas por índices construidos desde el propio gobierno municipal.

### Candidatura a la gobernación de Córdoba
El 4 de noviembre de 2014 Eduardo Accastello confirmó a los medios de comunicación que se postulaba a la gobernación de la provincia de Córdoba como precandidato por el peronismo y el Frente para la Victoria (FpV), declarando: “Somos candidatos por el peronismo y el Frente para la Victoria. La razón se funda en la decisión que ha tomado De la Sota, de irse al Partido FE y a Democracia Cristiana para disputar su candidatura a presidente.”
La elección para gobernador, en 2015, dejó a la fórmula integrada por Eduardo Accastello junto a Cacho Buenaventura en tercer lugar. Quedando las fórmulas encabezadas por Schiaretti y Aguad, en ese orden, en los dos primero puestos.

### Ministro de Industria de Córdoba (desde 2019)
En diciembre de 2019 fue nombrado Ministro de Industria, Comercio y Minería de la provincia de Córdoba por el gobernador Juan Schiaretti.